# Институт физики имени Э. Андроникашвили
Институт физики имени Э. Андроникашвили (груз. ანდრონიკაშვილი ფიზიკის ინსტიტუტის) — научно-исследовательское учреждение в Грузии.

## История
Организован в структуре АН Грузии в 1950 году при разделении Института физики и геофизики. Новый институт возглавил и руководил им до 1987 года Элевтер Луарсабович Андроникашвили (1910—1989), выпускник докторантуры Института физических проблем в Москве.
Первоначально институт разместился на втором этаже бывшего армянского театра на Алавердовской площади (ныне — Площадь Гудиашвили). Впоследствии для института было построено специальное здание на улице Тамарашвили (д. 6).
Институт вёл научные исследования в области теоретической физики, физики полупроводников и металлов, физики космических лучей, в структуре института были отделы физики низких температур, плазмы, биофизики, ядерный Центр.
В 1969 году за успехи в области физики космических лучей и подготовку высококвалифицированных научных кадров Институт был награждён Орденом Трудового Красного Знамени. Институт посещали с научными визитами выдающиеся учёные: Мстислав Келдыш, Нильс Бор
С 2010 года, после реорганизации Грузинской Академии наук, находится в составе Тбилисского государственного университета.